# Pioneer Girl: The Annotated Autobiography
Pioneer Girl: The Annotated Autobiography è il diario di Laura Ingalls Wilder, scritto nel 1930 ma pubblicato per la prima volta nel 2014 con il commento di Pamela Smith Hill.
Il libro era stato scritto negli anni 1929-1930 ma non trovò interesse fino al 1932, quando fu trasformato nel libro per i bambini Little House in the Big Woods (primo della serie La piccola casa nella prateria, a cui seguirono le parti successive, tutte basate sull'autobiografia.
L'autobiografia nella sua forma originale è stata pubblicata ufficialmente per la prima volta il 21 novembre 2014.